# Varkenssnuitskunks
De varkenssnuitskunks (geslacht Conepatus) zijn een viertal roofdiersoorten uit de familie Mephitidae. Alle soorten zijn afkomstig van het Amerikaanse continent.

## Kenmerken
Kenmerkend voor de varkenssnuitskunks is de lange, kale varkensachtige snuit die gebruikt wordt om in de grond te wroeten op zoek naar ongewervelde diertjes. De staart en de bovenzijde van het lichaam en de kop zijn wit van kleur, de onderzijde van het lichaam, de hals en het gezicht zijn bij deze skunks zwart. Net als de overige skunks zijn de varkenssnuitskunks berucht om de scherpe geur van de door de anale klieren geproduceerde vloeistof, die gebruikt wordt tegen vijanden.

## Soorten
Er worden 4 soorten in dit geslacht geplaatst:
- Conepatus amazonicus
- Conepatus chinga – Chileense varkenssnuitskunk
- Conepatus leuconotus
- Conepatus semistriatus – Amazone-varkenssnuitskunk